# Авраамиев Городецкий монастырь
Авраа́миев Покро́вский Городе́цкий монастырь — мужской монастырь Галичской епархии Русской православной церкви в селе Ножкино Костромской области на берегу Чухломского озера. Архитектурный ансамбль монастыря является объектом культурного наследия России регионального значения.

## История
Монастырь основан в XIV веке преподобным Авраамием Чухломским, учеником Сергия Радонежского (уже после того, как им же был основан Успенский монастырь на Галичском озере). Уже при жизни преподобного Авраамия была возведена деревянная Покровская церковь, а число насельников превысило сотню человек. Незадолго до кончины (1375) святой Авраамий удалился из монастыря в уединённый скит вблизи обители.

## Строительство монастыря в XVII—XIX веках
Каменное строительство в обители началось в начале XVII века. В 1608 году «по вере и обещанию» царя Василия Ивановича Шуйского и по благословению патриарха Гермогена был заложен каменный храм в честь Покрова Пресвятой Богородицы. Однако после свержения Василия Шуйского строительство приостановилось и было завершено лишь к 1631 году. Храм являлся первым каменным храмом в северной части Костромского края. Под спудом храма находились мощи преподобного Авраамия.
В конце 1640-х годов каменное строительство продолжилось. До конца XVII века были построены каменные Святые врата с надвратной церковью и двухэтажный трёхшатровый храм Рождества Христова. В конце XVII века по указу Петра I один из колоколов с колокольни Покровского собора был снят и отправлен в Москву на Пушечный двор на переплавку. Долгое время монастырь пребывал в упадке. В 1848 году была разобрана колокольня Покровского собора.
В 1857 году на месте Ильинского придела Покровского храма началось строительство нового собора в честь иконы Божией Матери «Умиление». Пятиглавый четырёхстолпный собор был построен на основе образцового проекта Константина Тона и освящён в 1867 году.
Вскоре после освящения нового собора был разобран трёхшатровый храм Рождества Христова. В 1870-х годах была построена пятиярусная колокольня по образцу колокольни Симонова монастыря в Москве (также проект Тона). Как и в случае с собором, первоначальный проект был упрощён.
В 1808 году в монастыре была установлена серебряно-медная рака над мощами преподобного Авраамия. В 1895 году на средства чухломских крестьян-отходников (питерщиков) была изготовлена новая рака из серебра, представлявшая собой памятник ювелирного искусства того времени.
Над колодцем, выкопанным преподобным Авраамием, стояла деревянная часовня, ежегодно к этому месту совершался многолюдный крестный ход из монастыря.

## Хозяйственное значение
Начиная с первой половины XV века в монастырь делали вклады галичские, а затем и московские князья, местные дворяне жертвовали обители «на помин души» свои вотчины и угодья. К середине XV века монастырю принадлежали варница и доли в нескольких варницах в Соли Галицкой (Солигаличе). В 1450 году эти варницы были освобождены от всех пошлин. Во второй половине XV века Иван III дал монастырю исключительное право на рыбную ловлю в реках Вёксе, Святице, Соне и Мокше. К 1622 году на территории современных Чухломского, Галичского и Солигаличского районов монастырю принадлежали 1 погост, 2 сельца, 29 деревень, 3 починка и 7 пустошей; монастырь имел также подворье на посаде в Галиче.
В 1764 году в результате секуляризационной реформы Екатерины II монастырь был выведен за штат и лишён всех вотчин.
С начала XIX века особый размах приобрели Авраамиевские ярмарки, приуроченные к престольным праздникам монастыря и проходившие у её стен. Проводились 4 ярмарки, три из них — в июле, одна — в октябре.

## Состояние монастыря в начале XX века
К 1912 году монастырь имел 337 десятин земли, в нём было три храма. В число святынь обители входили:
- мощи преподобного Авраамия;
- почитаемая чудотворной икона Божией Матери «Умиление», называемая Галичской или Чухломской;
- местночтимая икона преподобного Авраамия;
- вериги преподобного Аврамия.

В монастыре находились могилы княжны Елены Владимировны Долгорукой и представителей старинных родов Лермонтовых и Мамаевых.
В начале XX века монастырь обладал развитым хозяйством, в котором использовались новейшие сельскохозяйственные машины, применялись лучшие сорта семян и удобрения.

## Советский период
В 1919 году обитель была лишена права юридического лица, однако архимандриту Серапиону с братией удалось зарегистрироваться как приходской общине. Весной 1922 года у монастыря были конфискованы ценности, в том числе серебряная рака с гробницы преподобного Авраамия. После конфискации имущества монастыря Чухломской уезд вышел на первое место в Костромской губернии по количеству изъятого церковного серебра, уступив только Костроме.
В середине 1920-х годах в монастырские здания из Чухломы был перемещён детский дом. Это послужило поводом для окончательного закрытия монастыря в 1928 году, так как он, по мнению властей, отрицательно влиял на души детей. В середине 1930-х годов братия была расстреляна.
После закрытия часть имущества монастыря была передана детскому дому (закрыт в 1930-е годы), часть — чухломскому и судайскому клубам. Часовня была передана на постройку одной из крестьянок. Предполагалось разместить на территории обители дом отдыха для рабочих и служащих Чухломского и Солигаличского уездов.
В 1930-е годы в храмовых зданиях монастыря разместилось зернохранилище, в 1935 году — Жаровская машинно-тракторная станция (закрыта в 1950-х годах). В конце 1950-х годов в бывшем корпусе келий была размещена Жаровская семилетняя школа.
В начале 1970-х годов в монастыре проводились консервационно-восстановительные работы. Реставрационные работы проводились с участием студенческих строительных отрядов Московского архитектурного института (МАРХИ). В 1975 году они были прекращены, а Жаровская школа выведена с территории монастыря.

## Восстановление монастыря

Деревянная часовня над колодцем преподобного Авраамия в 2001 году.

1 августа 1990 года на территории монастыря был совершён молебен и заупокойная лития по почившей братии, у мощей преподобного Авраамия было пропето величание ему. В июне 1991 года начались восстановительные работы.
В 1992 году был восстановлен Никольский надвратный храм. Весной 1993 года был найден и расчищен колодец, выкопанный преподобным Авраамием. Осенью 1993 года был установлен и освящён крест на колокольне. Летом 1994 года был освящён собор в честь иконы Божией Матери «Умиление», в 1996 году были освящены все три его престола. В 1997 году на территории монастыря была возведена часовня в память о 400-летии со дня рождения основателя русской ветви рода Лермонтовых Джорджа (в православии Юрия) Лермонта, похороненного на территории монастыря.

## Настоятели
- Алексий (Елисеев) (с 24 сентября 2021)

наместники
- Никандр (Анпилогов) (1991 — 6 октября 2011)
- Иларион (Морозов) (2011—2021)
- Михаил (Позднев) (с 24 сентября 2021)[4]